# De Kelle

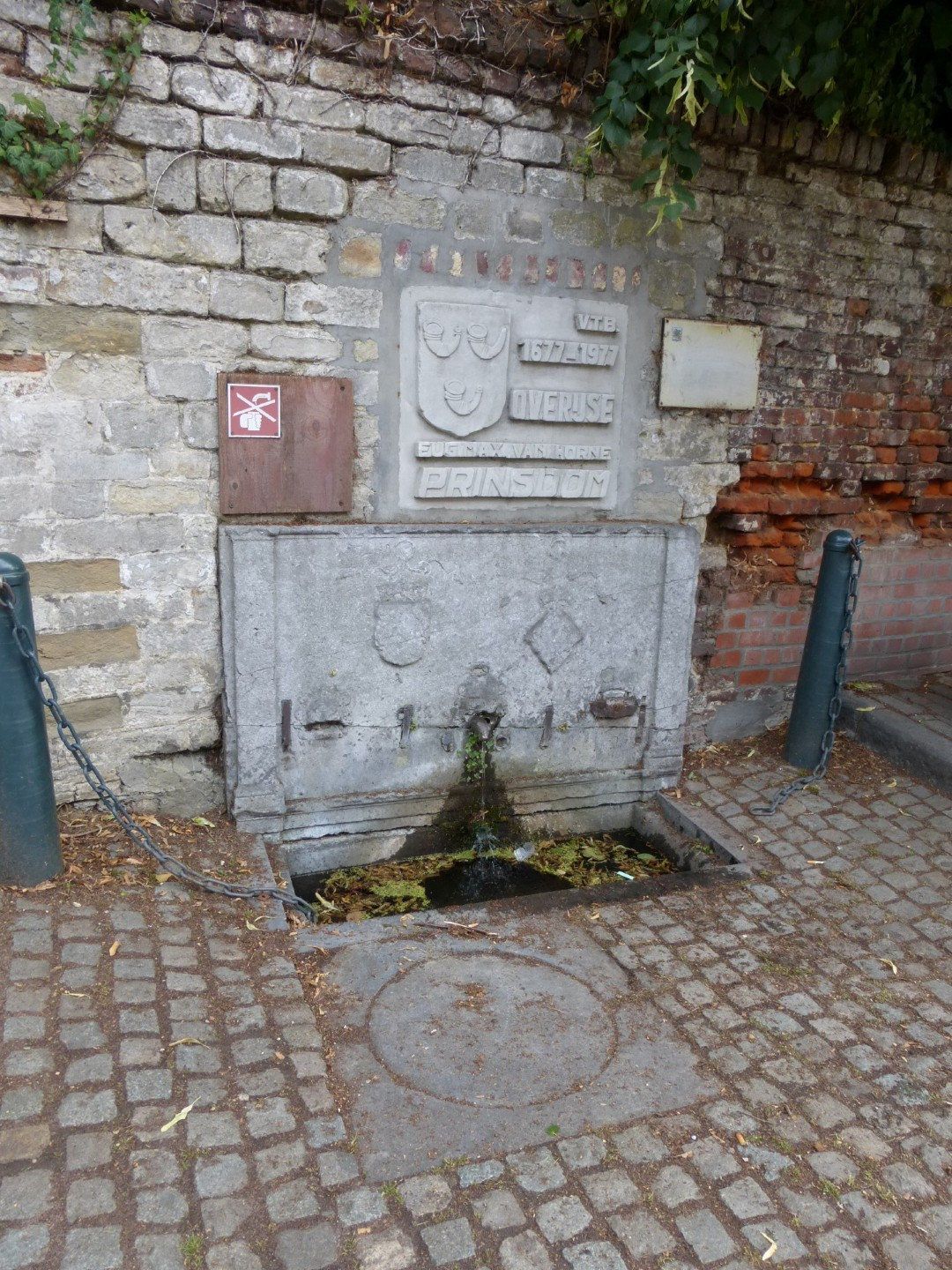
De Kelle

De Kelle is een fontein in de Vlaams-Brabantse plaats Overijse, gelegen aan de Waversesteenweg.
Het betreft een hardstenen plaat met daarop een waterspuwer. Op de plaat zijn twee verweerde wapenschilden en een drietal leeuwenkoppen te vinden, waarvan de middelste de spuwer bevat.
De fontein of bron zou al in de 15e eeuw zijn vermeld. Hij bevond zich vanouds op de muur van een vleugel van het Kasteel van IJse die in 1768 gesloopt werd bij de aanleg van een steenweg en toen verplaatst werd naar de huidige locatie aan de kasteelmuur. In 1994 werd de fontein gerestaureerd.